# La Plata (Huila)
La Plata is een gemeente in het Colombiaanse departement Huila. De gemeente telde (in 2005) 52.549 inwoners.

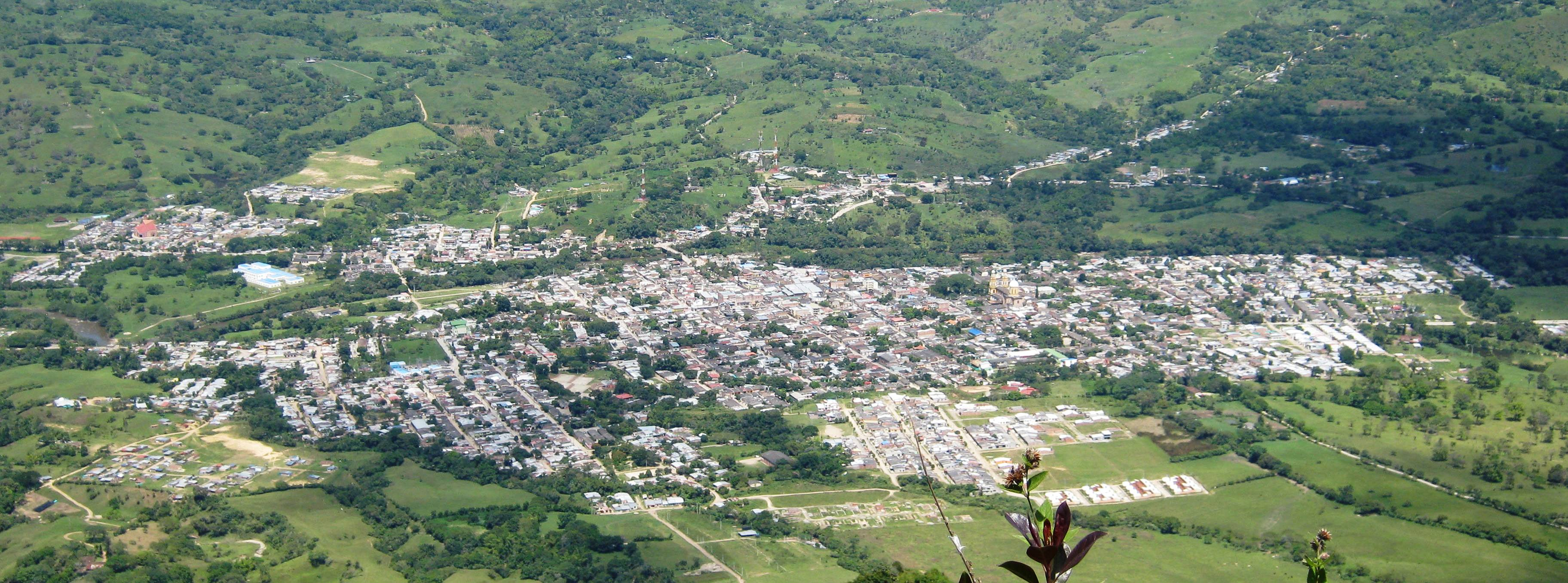
La Plata
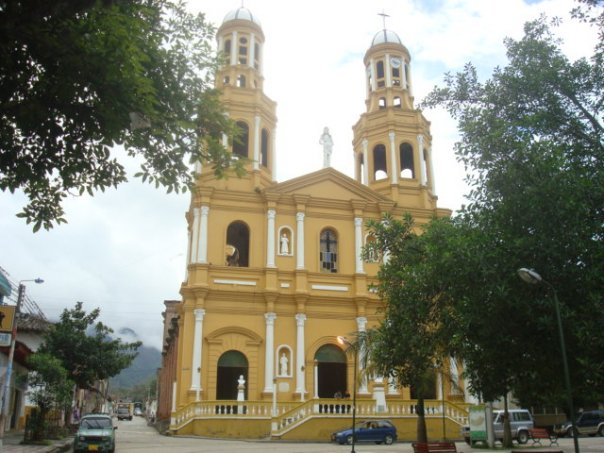
Kathedraal San Sebastian in La Plata

- Library of Congress Control Number: n2005066920
- Nationale Bibliotheek van Israël: 987007494356805171
- Virtual International Authority File: 143277855

Acevedo · Agrado · Aipe · Algeciras · Altamira · Baraya · Campoalegre · Colombia · Elías · Garzón · Gigante · Guadalupe · Hobo · Iquira · Isnos · La Argentina · La Plata · Nátaga · Neiva · Oporapa · Paicol · Palermo · Palestina · Pital · Pitalito · Rivera · Saladoblanco · San Agustín · Santa María · Suaza · Tarqui · Tello · Teruel · Tesalia · Timaná · Villavieja · Yaguará